# Небо падає (роман)
Небо падає (англ. The Sky Is Falling) — науково-фантастичний роман американського письменника Лестера дель Рей.
Перша найкоротша версія була опублікована в Beyond Fantasy Fiction у липні 1954 року під назвою «No More Stars» під псевдонімом Чарльз Саттерфілд. У вигляді книги вперше з'явилась в 1963 році разом із «Знак ганьби» як «Два повні романи» в оригіналі «Galaxy». Перша книжкова версія була опублікована в 1973 році видавництвом Ace Books.

## Зміст
Комп’ютерний інженер Дейв Хенсон, племінник відомого будівельника та архітектора, випадково був перенесений із Землі у світ, де правила науки та фізики замінені правилами астрології та магії. Новий світ схожий на Стародавній Єгипет, з пірамідами та пророками, і де правителі використовують магічні ритуали, щоб транспортувати людей із Землі, коли їм потрібні їхні навички.
Хансона покликали допомогти врятувати «небо» від руйнування. «Небо» — це буквально твердь небесна, що накриває планету, із сонцем і зірками — не масивними небесними тілами за трильйони миль, а меншими світилами, які рухаються в куполі неба.
Хенсон повинен знайти спосіб узгодити свої наукові знання з магією нового світу, а також керуватися складними соціальними правилами, які загрожують його життю, якщо він не зможе досягти своїх цілей.
Незважаючи на надані йому мільйони рабів-будівельників, йому не вдається запобігти руйнуванню «неба», однак він вирішує проблему застосовуючи свої фахові знання.